# Erica affinis
Erica affinis är en ljungväxtart som beskrevs av George Bentham. Erica affinis ingår i släktet klockljungssläktet, och familjen ljungväxter. Inga underarter finns listade i Catalogue of Life.